# Maracena
Maracena és un municipi situat en la part central de la Vega de Granada (província de Granada), a uns 3 km de la capital provincial. Limita amb els municipis de Peligros, Pulianas, Granada, Atarfe i Albolote.
El topònim Maracena té un origen mixt, car com indica Ramón Menéndez Pidal, procedeix de l'antropònim romà Maratius, seguit del sufix preromà -ena, que significaria la hisenda o vila de Maratio.